# Limax punctulatus
Limax punctulatus is een slakkensoort uit de familie van de Limacidae. De wetenschappelijke naam van de soort is voor het eerst geldig gepubliceerd in 1870 door Sordelli.